# Злочини усташа у Сарајеву
Злочини усташа у Сарајеву представљају пример масовних злочина геноцида над јеврејским и српским становништвом, као и масовних ратних злочина над бошњачким и хрватским становништвом Сарајева, које је спроводио усташки режим Независне Државе Хрватске, током Другог светског рата. Многи становници Сарајева, који су били жртве режима НДХ, страдали су као комунисти и антифашисти, без обзира на етничко порекло.
Током Другог светског рата страдало је најмање 10.789 становника главног града Босне и Херцеговине. Од укупног броја страдалих позната је одговорност за смрт 9.110 страдалих. Од овог броја, оружане формације НДХ одговорне су за смрт 95,87% страдалих Сарајлија.
За злочине над становништвом Сарајева нарочито је карактеристичан велик број страдалих сарајевских Јевреја од стране оружаних формација НДХ. Државне власти Независне Државе Хрватске најодговорније су за спровођење Холокауста над сарајевским Јеврејима. Током Другог светског рата страдало је најмање 8.776 сарајевских Јевреја. Ова бројка представља последњу публиковану поименично познату бројку страдалих сарајевских Јевреја, али је коначан број страдалих Сарајлија у Холокаусту свакако већи.
Највећи број становника Сарајева страдао је у усташким логорима: Јасеновац, Стара Градишка и Ђаково.

## Нумеричко одређење броја страдалих
Етничка структура:
- Јевреји 8.776 (81,34%)
- Срби 1.029 (9,54%)
- Хрвати 473 (4,38%)
- Муслимани/Бошњаци 410 (3,80%)
- остали и непознати 101 (0,94%)

Напомена: како напомиње историчар Драган Цветковић, кустос Музеја жртава геноцида из Београда, међу страдалим лицима која су у послератним пописима регистрована као Хрвати приметан је немали број лица за која се може претпоставити да су јеврејског (ашкенаског) порекла.
Родна структура:
- мушкарци 5.828 (54,02%)
- жене 4.961 (45,98%)

Од 10,789 жртава 411 су пали борци НОВЈ, међу којима су заступљени припадници свих већих етничких група које су живеле у Сарајеву.
Највећи број страдалих су били цивили - најмање 10.362 становника Сарајева.
Највећи број припадника НОВЈ је страдао 1945. - 145 бораца (35,28%), док је најмасовније страдање цивилног становништва забележено у прве две године рата - 1941: 1.250 становника, и 1942: 7.831 становник.
Највећи број Јевреја страдао је у другој ратној години (1942) када је страдало најмање 7.469 Јевреја града Сарајева, док је највећи број Срба страдао у првој ратној години (1941) када је страдало најмање 292 сарајевских Срба. Ипак, 1941. је највише страдало Јевреја - најмање 774 лица.
Одговорност за страдање позната је за 9.110 лица (84,44% случајева):
- Оружане снаге НДХ 8,734 (95,87%)
- Оружане снаге Трећег рајха 339 (3,72%)[1]

Становништво главног града Босне и Херцеговине је убедљиво највише страдало од стране оружаних формација Независне Државе Хрватске. Овај податак треба посматрати у светлу чињеница да је огромна већина сарајевских Јевреја страдала у усташким, а не у немачким нацистичким логорима. Такође, највећи број сарајевских Срба, али и велик број сарајевских Бошњака, убијен је од стране усташа.

## Злочини усташких формација над локалним становништвом

### 1941.
Током 1941. страдало је најмање 1.282 становника Сарајева, односно толико је поименице познато страдалих лица у овој години. Током 1941. од стране фашистичких формација убијено је најмање 779 Јевреја, 310 Срба, 126 Хрвата и 42 Бошњака, као и 25 лица којима није утврђена етничка припадност, а били су становници Сарајева. Већина лица страдалих 1941. у котару били су жртве оружаних формација НДХ.
У пролеће и лето 1941, када отпочињу први масовни злочини над Србима, Јеврејима и комунистима Сарајева и околине, у граду борави Јуре Францетић, главни усташки повереник за Босну и Херцеговину, уједно и најодговорније лице за спровођење терора над становништвом ове области.
Позната је усташка персонална структура у Сарајеву 1941. али и наредних година, која сноси највећу одговорност за почињене масовне злочине над становништвом града и околине.
Према подацима које је 2007. публиковао историчар Ђуро Затезало, у књизи Јадовно: комплекс усташких логора 1941. (Београд, 2007), у усташким логорима Госпић и Јадовно током лета 1941. страдало је 170 поименице познатих становника Сарајева. Међу ових 170 лица било је 141 лице српске и 29 лица јеврејске етничке припадности. Ово није коначан број страдалих Сарајлија у логорима у Лици. Међу сарајевским Србима који су страдали у усташким логорима у Лици био је и митрополит дабробосански Петар Зимоњић.
Прво масовно стрељање у Сарајеву усташе су извршиле 1. августа 1941. у знак одмазде због диверзије у железничкој радионици. Тада је стрељано 20 талаца (комуниста и симпатизера КПЈ) и одведено у логоре око 30 симпатизера КПЈ. Током наредна два месеца стрељано је двадесетак других комуниста и симпатизера КПЈ, укључујући народног хероја Радојку Лакић.
Током лета 1941. у логору Крушчица покрај Витеза, усташе су интернирале око 3.000 Јевреја, претежно из Сарајева. Логор је основан почетком августа 1941. и у њему је најпре заточено неколико десетина Срба који су убрзо побијени. Потом су 28. августа 1941. у логор Крушчица пресељене Јеврејке са децом - заточеници усташког логора Матејна на Пагу. У овој групи заточеника било је 1.100 лица. Многи од њих били су босански и сарајевски Јевреји.
Већ 3. септембра 1941. усташе су у Крушчицу интернирали око 500 сарајевских Јевреја, мушкараца, жена и деце. Они су ноћу изведени из својих домова и дозвољено им је да понесу само одећу коју су имали на себи. Следећа група сарајевских Јевреја упућена је у логор Крушчица 9. септембра 1941. У овој групи је такође било око 500 лица.
Положај заточеника логора Крушчица био је врло тежак. Заточеници су били изложени намерном изгладњивању, очајним хигијенски и здравственим приликама и тешком физичком раду, уз злостављања и мучења од стране управе логора и страже.
Логор у Крушчици расформиран је почетком октобра 1941, након чега је дошло до масовног одвођења заточеника овог логора у усташке логоре у Хрватској и Славонији. Први транспорт логораша из Крушчице, у ком су били мушкарци, кренуо је 5. октобра за Јасеновац, а други транспорт, у ком су биле жене и деца, кренуо је наредног дана за логор у Лоборграду.
Усташко Равнатељство за јавни ред и сигурност из Загреба упутило је 20. октобра 1941. усташким властима у Сарајеву директиву у којој се наглашава да је што хитније потребно "ријешити жидовско питање у Сарајеву“. Као главни извршилац плана хапшења и депортације у логоре преосталих сарајевских Јевреја у Сарајево је упућен усташки функционер Иван Тољ.
До средине 1942. сви сарајевски Јевреји, сем оних који су успели побећи из града, били су одведени у усташке логоре. Локални Јевреји су у логоре одведени у 28 железничких транспорта.
- 26-27. октобра 1941. отпремљена су два железничка транспорта са око 1.400 лица у логор Јасеновац.
- 17. новембра 1941. упућено је око 3.000 лица у логор Јасеновац
- крајем новембра 1941. упућена је група од око 1.200 жена и деце у логор Лобор. Ова група је враћена назад у Сарајево јер је логор Лобор био претрпан заточеницима. Заточеници овог транспорта данима су боравили у хладним и неусловним вагонима да би потом били смештени у сарајевској синагоги и потом упућени у логор Стара Градишка.
- децембра 1941. упућена је у логор Ђаково група од 1.830 жена и деце.
- јануара 1942.транспортовано је око 1.200 јеврејских жена и деце (из групе која је враћена из логора у Лобору) у логор Стара Градишка.
- до августа 1942. одвођене су мање групе Јевреја из Сарајева у логоре. Последња одвођења спроведена су 20. и 22. августа 1942. Та два транспорта одведена су преко Лобора за Аушвиц.

Из усташких концентрационих логора вратило се свега око 50 заточених сарајевских Јевреја.

### Злочини над српским и јеврејским становништвом у околини Сарајева 1941.
Низом расистичких и фашистички инспирисаних уредби и закона, које је прокламовао режим Независне Државе Хрватске, створена је квазиправна основа за дискриминацију, хапшења и прогоне јеврејског и српског становништва Сарајева.
У пролеће 1941, у недељама након успостављања власти НДХ у Сарајеву и околини први су на удару били српски становници, када је реч о хапшењима, депортацијама и убиствима. Оваква пракса учестала је од почетка маја 1941. године. Током маја 1941. у Сарајеву и околини ухапшено је на десетине Срба који су потом отпремљени у прве формиране логоре које је успоставио усташки режим (логор Даница, логор Јадовно).
Српски отпор усташким погромима који је почео 3.  јуна 1941. године у источној Херцеговини изазвао је праву хистерију усташких власти. На Сарајевском пољу одмах је убијено 100 Срба
Када су јуна 1941. године српско свештенство имало да буде протерано из Хрватске, свештеници из многих крајева били су доведени у Сарајево и одведени са породицама у једну кућу на периферији града „где су сви и мушки и женски па чак и деца били подвргнути инквизиторском поступку језуитске полиције и ту су нас све најстрое прегледали, свуда опипали, џепове и хаљине изврнули и опљачкали. Одузели су нам све. Новац, накит, сатове, прстење, парохијске крстове, вредносне папире, чак и џепне ножиће и маказе“.
Уочи Видовдана околини Сарајева ухапшен је и затворен велик број локалних Срба: у Пазарићу 47, Семизовцу 36, Брези 54, Високом 18, Варешу 25, Палама 11 лица. 
Крајем јула 1941. долази до хапшења већег броја Срба са подручја Пала. Тада је ухапшено 74 становника Пала и околине који су потом депортовани у новоформирани логор Крушчица покрај Витеза, као први заточеници овог усташког логора. Ова група паљанских Срба побијена је у логору Крушчица, 5. августа 1941, заједно са још 24 ухапшених из Зенице.
На Видовдан у Сарајеву је похапшено око 600 талаца.	
Наредни становници логора Крушчица били су сарајевски Јевреји и Јевреји из околних варошица, при чему треба нагласити да сарајевски Јевреји и други босански Јевреји током лета 1941. бивају заточени и у логорима у Госпићу и Јадовном, а од краја септембра и у логору Јасеновац. Од 199 Јевреја из Високог рат је преживело само њих 18. Од 24 Јевреја из Фојнице нико није преживео рат.
Крајем јула 1941. усташе су са Пала одвеле 74 српска сељака и све  их побиле у логору Крушчица код Витеза. Заробљене Србе отпремили су у Сарајевски затвор Хасан кула у којом је перманентно било око 2.000 Срба затвореника. Када је он постао претесан усташе су у помоћни затвор претвориле православну богомољу у Сарајеву. Највећи број тих затвореника завршио је на стратишту Враце изнад Сарајева.
Почетком августа долази до појачања усташког терора над српским становништвом у околини Сарајева. Тих дана је у Илијашу стрељано око 30 локалних становника, а у селу Мокро изнад Сарајева, убијено је 13 становника села Мокро и Романија.
Затим су се на удару нашли становници српских села у Сарајевском пољу, када су забележени до тад најмасовнији злочини. У селу Раковица 10. августа 1941. усташе су убиле 125 цивила, укључујући жене и децу. Истог дана у оближњем селу Блажуј убијено је 25 српских цивила. У селу Дрозгометва покрај Хаџића 2. септембра 1941. убијено је од стране усташа 84 српских становника, од којих су 10 стрељани на Врацама у Сарајеву.
У селима Алипашин Мост и Рељево у непосредној близини Сарајева, 7. септембра 1941. убијено је око 300 српских цивила укључујући жене и децу. Сутрадан су усташе убиле 6 становника села Копито и спалиле село Сјемећ, али је њихово даље наступање спречила акција партизана, због које су се усташе повукле из Сјемећа.

### 1942.
Током 1942. страдало је најмање 7.895 становника Сарајева, што представља 73,18% укупног страдања становника Сарајева у Другом светском рату. Највећи број страдалих изгубио је животе у логорима Јасеновац, Стара Градишка и Ђаково. Током ове године страдало је 7.480 Јевреја, 231 Срба, 97 Хрвата, 67 Муслимана и 20 лица непознате етничке припадности.
Марта 1942. Гестапо и Усташка надзорна служба ухапсили су у Сарајеву око 300 припадника и симпатизера Народноослободилачког покрета. Већина ухапшених је спроведена у усташке логоре где је усмрћена.
Крајем децембра 1942. Гестапо и Усташка надзорна служба започели су нова масовна хапшења припадника и симпатизера Народноослободилачког покрета у граду. До краја године ухапшено је око 300 лица, да би до почетка фебруара 1943. било ухапшено око 200 лица. Многи ухапшеници су ислеђивани и брутално мучени у усташком затвору Беледија, о чему постоје сачувана сведочанства преживелих. Већина ухапшеника је спроведена у усташке логоре одакле се највећи део њих није вратио.
Већина сарајевских Јевреја који су страдали 1942. ухапшени су и депортовани у логоре током 1941.

### 1943.
Током 1943. страдало је најмање 558 становника Сарајева.

### 1944.
Током 1944. страдало је најмање 413 становника Сарајева.

### 1945.
Током 1945. страдао је најмање 641 становник Сарајева чија имена су позната. Међутим, на основу извора зна да су усташе од 18. фебруара до 4. априла 1945. одговорне за смрт око 783 становника Сарајева, али нису позната имена свих 783 страдалих грађана.
Најодговорнија личност за злочине усташа над становницима Сарајева 1945. био је усташки пуковник Макс Лубурић.
Пуковник Вјекослав Макс Лубурић, починилац бројних ратних злочина, нарочито над логорашима у усташким логорима, боравио је у Сарајеву од средине фебруара 1945. са задатком да створи атмосферу страха међу локалним становништвом, спроводећи терор над њим уз помоћ групе усташа из Лубурићеве пратње, како би се спречила оружана побуна у граду, што би спречило извлачење немачких снага од Вишеграда, преко Сарајева, према Босанском Броду. Лубурић је 18. фебруара 1945. организовао у Сарајеву Стожер пуковника Лубурића. Лубурићев стожер је именовао преки ратни суд. Позната су имена чланова стожера и преког суда.
 Поред Лубурића, била су то лица најодговорнија за спровођење терора над становништвом града последња два месеца окупације.
Последњи масовни злочини над становништвом Сарајева, почињени од стране усташа, догодили су се крајем марта 1945, неколико дана пред ослобођење града. На Маријин Двору јавно је обешено 55 лица, бошњачке и, мањим делом, српске националности, мушкараца и жена, због наводне одговорности за смрт тројице усташких полицајаца, иако је вешање ових лица несумњива одмазда над невиним људима. Позната су имена свих обешених лица.
Пресудом Пријеког ратног суда стожерника Лубурића, 29. марта 1945. стрељано је 41 лице бошњачке, хрватске и српске националности. За сва лица се у пресуди наводи да су били организовани комунисти иако су неки од њих били само симпатизери КПЈ и партизанске борбе.
Непосредно након ослобођења Сарајева формирана је комисија која је ексхумирала жртве усташког злочина у вили Фолкерт (познатој и као вила Берковић), у којој је столовао Макс Лубурић. У дворишту виле пронађена су 23 плитко закопана леша. Комисија је утврдила да су све жртве убијене тупим предметима или клањем.
Земаљска комисија за утврђивање злочина окупатора и њихових помагача (Босне и Херцеговине) убрзо након ослобођења Сарајева установила је имена и личне податке за укупно 323 жртве током Лубурићеве владавине од 18. фебруара до 4. априла 1945.
Друга, још масовнија, гробница, откривена је на Дариви где је ексхумирано 74 жртве усташког терора. На лешевима убијених су такође били упадљиви трагови дивљања и масакрирања.
Два дана пред ослобођење Сарајева испражњени су сви усташки затвори у граду, по наређењу Лубурића. Преостали затвореници, којих је према неким сведочењима било око 460 отпремљени су последњим транспортом за Јасеновац. Јавно тужилаштво НР Хрватске 1948. је на основу признања Љубе Милоша утврдило је да су ова 460 лица усмрћена на стратишту у Доњој Градини и да нису уопште боравили у логору Јасеновац.
Дакле, број жртава усташког терора под командом пуковника Макса Лубурића над грађанима Сарајева, од 18. фебруара до 4. априла 1945. износи најмање 783 лица, иако ни овај број највероватније није коначан.